# 3642 Frieden
3642 Frieden eller 1953 XL1 är en asteroid i huvudbältet som upptäcktes 4 december 1953 av den tyska astronomen Herta Gessner vid Sonneberg-observatoriet i Frieden, Wisconsin. Den är uppkallad efter gudinnan Pax i den romerska mytologin.
Asteroiden har en diameter på ungefär 31 kilometer.